# Jeffrey de Graaf
Jeffrey de Graaf (* 21. November 1990 in Den Helder) ist ein schwedischer Dartspieler niederländischer Abstammung.

## Karriere

### BDO
Jeffrey de Graaf begann seine Karriere 2010 bei der BDO. Nachdem er zwei Jahre vornehmlich an Turnieren in seiner niederländischen Heimat teilgenommen hatte, spielte de Graaf ab 2012 auch auf internationalen Turnieren. Auf Anhieb gewann er mit den Isle of Man Open 2012 sein erstes BDO-Turnier, im September desselben Jahres folgte ein weiterer Turniersieg bei den Romanian Open. Von 2013 bis 2016 nahm er jeweils an der BDO World Darts Championship teil, scheiterte aber stets in der 1. Runde.
Erfolgreicher waren de Graafs Teilnahmen bei der BDO World Trophy. Hier erreichte er bei der Erstausgabe des Turniers 2014 das Viertelfinale und 2015 das Finale. Bei seiner Finalteilnahme unterlag er Geert de Vos denkbar knapp mit 9:10 Legs und vergab beim Stand von 9:8 einen Matchdart zum Titel. Nach seiner Erstrundenniederlage bei der BDO World Darts Championship 2016 gab de Graaf seinen Wechsel zur PDC bekannt.

### PDC
Nach seinem Wechsel zur PDC nahm de Graaf 2016 an der PDC Qualifying School teil, wo ihm auf Anhieb der Gewinn der Tour Card gelang. Hierdurch qualifizierte er sich für die UK Open, wo er in der dritten Runde gegen Rob Cross unterlag. Außerdem gab de Graaf sein Debüt auf der European Tour durch seine Teilnahme an den German Darts Masters 2016. Hier schied er in der 2. Runde gegen Michael Smith aus. Es folgte das WM-Debüt bei der PDC World Darts Championship 2017, bei dem er in der 1. Runde gegen Jelle Klaasen verlor.
Aufgrund eher schwacher Ergebnisse in den Folgejahren verlor de Graaf 2018 seine Tour Card wieder. Es folgte zudem das Erstrundenaus bei der WM 2019 gegen Noel Malicdem. In den folgenden Jahren blieben mehrere Versuche, die Tour Card in der Q-School wieder zurück zu erspielen, zunächst erfolglos.
Beim World Masters 2022 trat de Graaf für Schweden an. Er erreichte dabei die Runde der Letzten 64, wo er mit 2:5 gegen Alexander Merkx verlor. Auch bei den am gleichen Wochenende ausgetragenen World Open scheiterte er in derselben Runde, hierbei gegen den Malaysier Zulrizan Azdan.
Seit Februar 2023 besitzt de Graaf, der schon länger in Schweden lebt, die schwedische Staatsbürgerschaft und spielt auch offiziell unter schwedischer Flagge. Er konnte sich als Zweiter der Rangliste der Nordic & Baltic ProTour der PDC für die Weltmeisterschaft 2024 qualifizieren. Bei seiner Rückkehr zur WM nach fünf Jahren kam de Graaf so weit wie nie zuvor. Erst in der 3. Runde musste er sich dem späteren Halbfinalisten Rob Cross geschlagen geben.
Auch 2024 war de Graaf wieder bei der Q-School dabei. Über die Rangliste schaffte er dabei die Qualifikation für die Final Stage. Nachdem er an den ersten drei Tagen weniger Erfolge verzeichnen konnte, brauchte er am vierten und letzten Tag einen Sieg für die Tour Card. Diesen schaffte er auch, indem er sich im Finale mit 6:5 gegen Jitse van der Wal durchsetzte. Im Juni durfte de Graaf das erste Mal am World Cup of Darts teilnehmen. Gemeinsam mit seinem Partner Oskar Lukasiak kam er dort bis ins Viertelfinale. Als 57. der PDC Pro Tour Order of Merit qualifizierte sich de Graaf nach 2024 auch für die Weltmeisterschaft 2025. Dort stieß er bis ins Achtelfinale vor und nahm dabei u. a. überraschend den Top-Spieler Gary Anderson aus dem Turnier. Kein anderer Schwede kam bei diesem Turnier jemals so weit.

## Weltmeisterschaftsresultate

### BDO
- 2013: 1. Runde (2:3-Niederlage gegen  Jan Dekker)
- 2014: 1. Runde (0:3-Niederlage gegen  Martin Atkins)
- 2015: 1. Runde (0:3-Niederlage gegen  Brian Dawson)
- 2016: 1. Runde (2:3-Niederlage gegen  Richard Veenstra)

### PDC
- 2017: 1. Runde (1:3-Niederlage gegen  Jelle Klaasen)
- 2019: 1. Runde (2:3-Niederlage gegen  Noel Malicdem)
- 2024: 3. Runde (2:4-Niederlage gegen  Rob Cross)
- 2025: Achtelfinale (2:4-Niederlage gegen  Michael van Gerwen)

## Turnierergebnisse
| Turnier                                    | 2012                       | 2013                       | 2014                       | 2015                       | 2016                           | 2017                           | 2018                           | 2019                           | ......                         | 2022               | 2023               | 2024              | 2025              |
| ------------------------------------------ | -------------------------- | -------------------------- | -------------------------- | -------------------------- | ------------------------------ | ------------------------------ | ------------------------------ | ------------------------------ | ------------------------------ | ------------------ | ------------------ | ----------------- | ----------------- |
| BDO-Major-Turniere                         |                            |                            |                            |                            |                                |                                |                                |                                |                                |                    |                    |                   |                   |
| Weltmeisterschaft                          | n/t                        | 1R                         | 1R                         | 1R                         | 1R                             | nicht teilgenommen             | nicht teilgenommen             | nicht teilgenommen             | nicht teilgenommen             | Verband insolvent  | Verband insolvent  | Verband insolvent | Verband insolvent |
| World Trophy                               | n/a                        | n/a                        | VF                         | F                          | nicht teilgenommen             | nicht teilgenommen             | nicht teilgenommen             | nicht teilgenommen             | n/a                            | Verband insolvent  | Verband insolvent  | Verband insolvent | Verband insolvent |
| World Masters                              | 5R                         | 5R                         | 5R                         | 5R                         | nicht teilgenommen             | nicht teilgenommen             | nicht teilgenommen             | nicht teilgenommen             | n/a                            | Verband insolvent  | Verband insolvent  | Verband insolvent | Verband insolvent |
| WDF-Platin-/Major-Turniere                 |                            |                            |                            |                            |                                |                                |                                |                                |                                |                    |                    |                   |                   |
| WDF Europe Cup                             | n/t                        | n/a                        | 2R                         | n/a                        | n/t                            | n/a                            | n/t                            | n/a                            | n/t                            | n/t                | n/a                | n/t               | n/a               |
| World Masters                              | nicht ausgetragen          | nicht ausgetragen          | nicht ausgetragen          | nicht ausgetragen          | nicht ausgetragen              | nicht ausgetragen              | nicht ausgetragen              | nicht ausgetragen              | nicht ausgetragen              | 3R                 | n/a                | n/t               | n/a               |
| Finder Masters                             | VF                         | GP                         | GP                         | GP                         | n/t                            | n/t                            | n/t                            | nicht ausgetragen              | nicht ausgetragen              | nicht ausgetragen  | nicht ausgetragen  | nicht ausgetragen | nicht ausgetragen |
| PDC-Ranking-Turniere                       |                            |                            |                            |                            |                                |                                |                                |                                |                                |                    |                    |                   |                   |
| Weltmeisterschaft                          | nicht teilgenommen         | nicht teilgenommen         | nicht teilgenommen         | nicht teilgenommen         | nicht teilgenommen             | 1R                             | n/q                            | 1R                             | n/q                            | n/t                | n/q                | 3R                | AF                |
| World Masters                              | nicht ausgetragen          | nicht ausgetragen          | nicht ausgetragen          | nicht ausgetragen          | nicht ausgetragen              | nicht ausgetragen              | nicht ausgetragen              | nicht ausgetragen              | nicht ausgetragen              | nicht ausgetragen  | nicht ausgetragen  | nicht ausgetragen | VR                |
| UK Open                                    | nicht teilgenommen         | nicht teilgenommen         | nicht teilgenommen         | nicht teilgenommen         | 3R                             | 2R                             | nicht qualifiziert             | nicht qualifiziert             | nicht qualifiziert             | n/t                | n/q                | 3R                | n/t               |
| Players Championship Finals                | nicht teilgenommen         | nicht teilgenommen         | nicht teilgenommen         | nicht teilgenommen         | 2R                             | 1R                             | 1R                             | n/q                            | n/q                            | n/t                | n/q                | AF                |                   |
| PDC-Turniere ohne Einfluss auf das Ranking |                            |                            |                            |                            |                                |                                |                                |                                |                                |                    |                    |                   |                   |
| World Cup of Darts                         | nicht teilgenommen         | nicht teilgenommen         | nicht teilgenommen         | nicht teilgenommen         | nicht teilgenommen             | nicht teilgenommen             | nicht teilgenommen             | nicht teilgenommen             | nicht teilgenommen             | nicht teilgenommen | nicht teilgenommen | VF                | AF                |
| Karrierestatistiken                        |                            |                            |                            |                            |                                |                                |                                |                                |                                |                    |                    |                   |                   |
| Jahresendplatzierung                       | 17                         | 8                          | 12                         | 3                          | 70                             | 55                             | 62                             | –                              | –                              | ?                  | 164                | 81                |                   |
| Verband                                    | British Darts Organisation | British Darts Organisation | British Darts Organisation | British Darts Organisation | Professional Darts Corporation | Professional Darts Corporation | Professional Darts Corporation | Professional Darts Corporation | Professional Darts Corporation | WDF                | PDC                | PDC               | PDC               |

| Legende zu den Turnierergebnissen | Legende zu den Turnierergebnissen | Legende zu den Turnierergebnissen | Legende zu den Turnierergebnissen | Legende zu den Turnierergebnissen | Legende zu den Turnierergebnissen | Legende zu den Turnierergebnissen | Legende zu den Turnierergebnissen | Legende zu den Turnierergebnissen | Legende zu den Turnierergebnissen |
| --------------------------------- | --------------------------------- | --------------------------------- | --------------------------------- | --------------------------------- | --------------------------------- | --------------------------------- | --------------------------------- | --------------------------------- | --------------------------------- |
| n/t                               | nicht teilgenommen                | n/q                               | nicht qualifiziert                | n/a                               | nicht ausgetragen                 | #R                                | Aus in jeweiliger Runde           | GP                                | Aus in der Gruppenphase           |
| AF                                | Achtelfinalist                    | VF                                | Viertelfinalist                   | HF                                | Halbfinalist                      | F                                 | Turnierfinalist                   | S                                 | Turniersieger                     |